# Congress Voting Independence

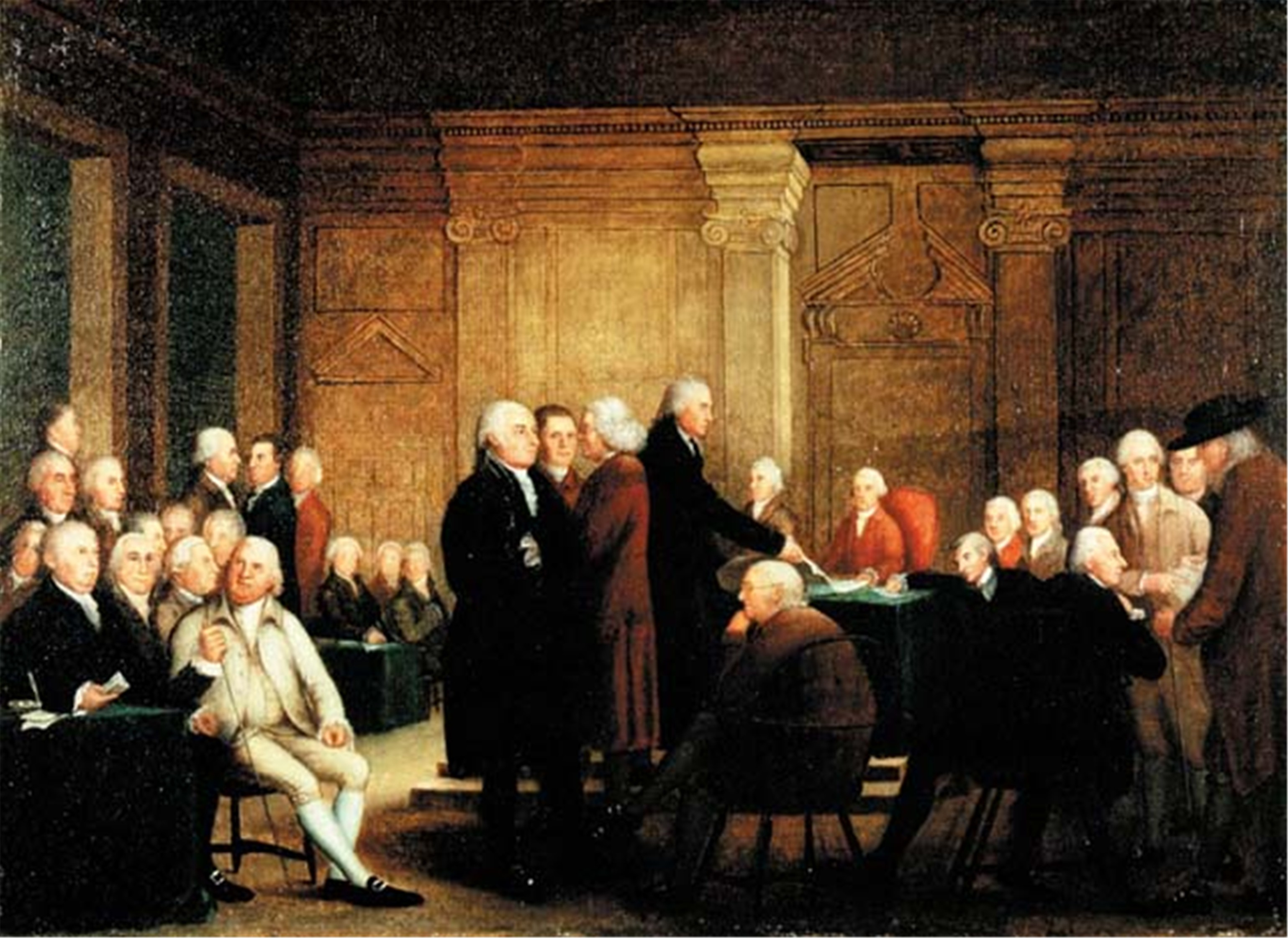
Congress voting independence

Congress Voting Independence ist ein Gemälde von Robert Edge Pine. Es stellt das Innere der Independence Hall in  Philadelphia dar, mit den Porträts von den meisten der Unterzeichner der Unabhängigkeitserklärung. Der Künstler arbeitete von 1784 bis zu seinem Tod im Jahre 1788 an dem Gemälde. Das Bild war zu diesem Zeitpunkt unvollendet. Es befindet sich derzeit in der Independence Hall in Philadelphia.

## Identifikation der Porträts
Die meisten der Porträts konnten identifiziert werden. Die zentralen Figuren, von links nach rechts, sind John Adams aus Massachusetts, Roger Sherman aus Connecticut, Robert R. Livingston und Thomas Jefferson aus Virginia sowie Benjamin Franklin (sitzend).
Im Vordergrund links ist Samuel Adams aus Massachusetts und Robert Morris aus Pennsylvania (weiß gekleidet). Oberhalb von Samuel Adams ist Robert Treat Paine aus Massachusetts und über ihm Dr. Benjamin Rush aus Pennsylvania. Unmittelbar links von Samuel Adams ist Samuel Chase. Über Robert Morris dunkel gekleidet ist Benjamin Harrison.
Am rechten Bildrand sind, von rechts nach links, Stephen Hopkins aus Rhode Island, Reverend John Witherspoon, Caesar Rodney aus Delaware, Elbridge Gerry aus Massachusetts, Charles Carroll aus Maryland (sitzend im Vordergrund), John Morton aus Pennsylvania, ein nicht ermittelter Signateur, Richard Henry Lee (über den Tisch gebeugt) und John Hancock (aufrecht sitzend).

## Kupferstich von Edward Savage
Auf Grundlage des Gemäldes wurde im Jahr 1801 von Edward Savage ein Kupferstich erstellt, der das unvollendete Bild zuvor fertig gemalt hatte.